# Île Greenly

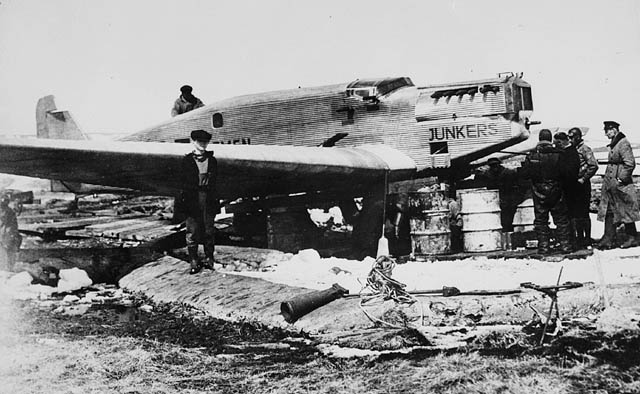
Le Junkers W 33 Bremen sur l'île Greenly, en avril 1928. Le baron von Hünefeld pose dans un groupe à droite, en compagnie d'un pionnier de l'aviation de brousse québécoise, Roméo Vachon, venu à sa rescousse.

L'île Greenly est une petite île québécoise inhabitée située dans la baie de Brador sur le golfe du Saint-Laurent et du détroit de Belle-Isle, à 2,5 km de Blanc-Sablon et tout près de la frontière du Labrador. Ce rocher, d'une superficie de moins de 1 km2 et recouvert d'une mince végétation herbacée, est inclus dans le territoire de la municipalité de Blanc-Sablon.
Cette île est une terre publique et un important site de nidification pour une dizaine d'espèces d'oiseaux, dont le macareux moine, le petit pingouin et le goéland marin. Elle est protégée à titre de « refuge d'oiseaux migrateurs » depuis le 7 septembre 1925.
L'île est passée dans l'Histoire, le 13 avril 1928, lorsque les aviateurs allemands Ehrenfried Günther von Hünefeld, Hermann Köhl et l'Américain James C. Fitzmaurice y atterrissent après avoir traversé l'Atlantique d'est en ouest à bord d'un Junkers W 33, le Bremen. Ils ont été secourus par le pionnier de l'aviation de brousse québécoise, Roméo Vachon.